# Erkki Laurila

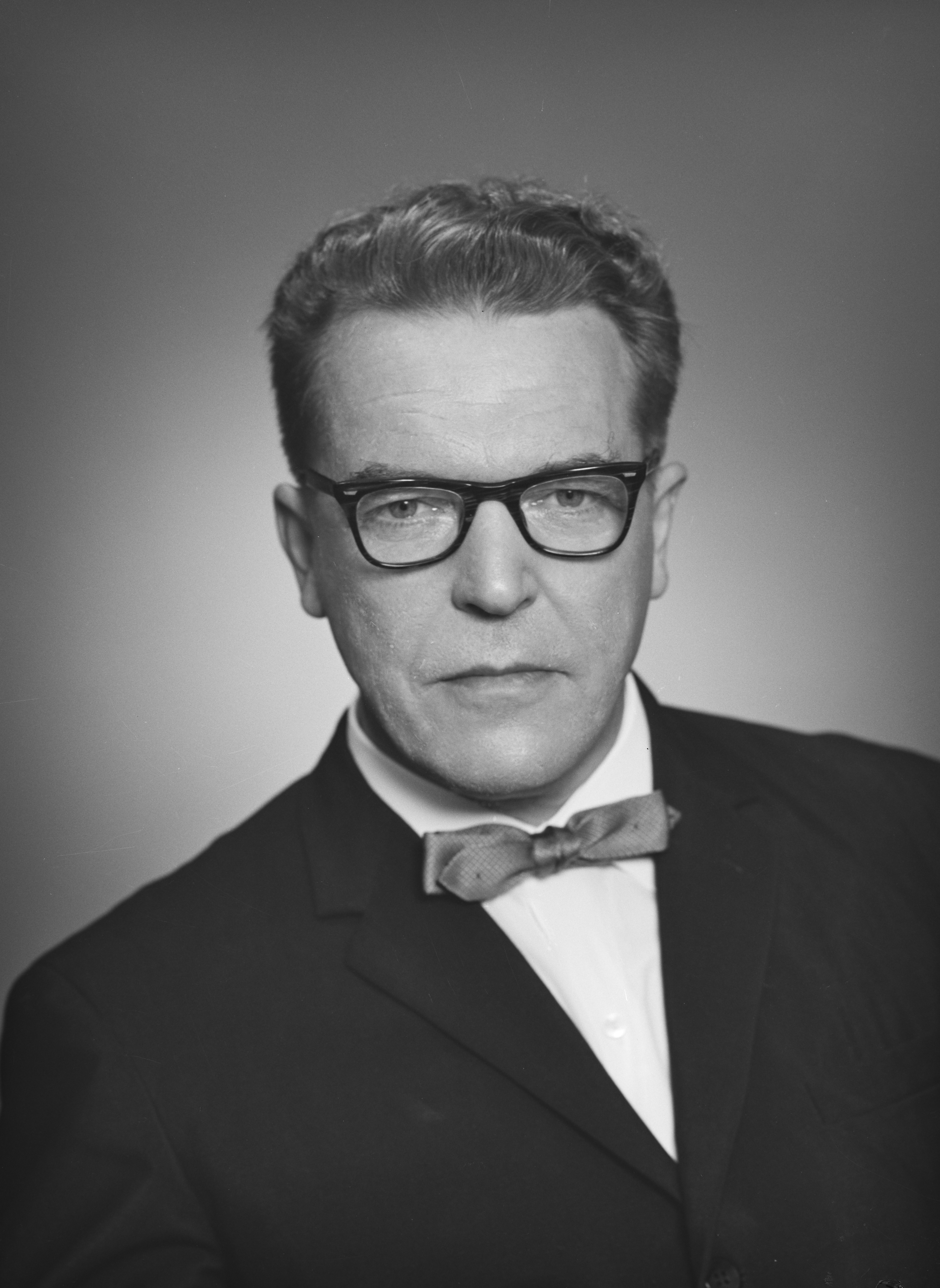
Erkki Laurila (1963).

Erkki Aukusti Laurila, född 20 augusti 1913 i Tavastehus, död 22 december 1998 i Borgå, var en finländsk fysiker. 
Laurila blev student 1931, filosofie kandidat och filosofie magister 1936, filosofie licentiat 1940 och filosofie doktor 1946. Han var professor i teknisk fysik vid Tekniska högskolan i Helsingfors 1945–1963 och därefter ledamot av Finlands Akademi till 1983. 
Laurila startade åtskilliga forskningsprojekt inom kärnfysik, kärnenergiteknik, laserteknik, optik, materialfysik, bioteknik samt inom dator- och informationsteknik. Han konstruerade flera mät- och regleringsapparater samt utvecklade magnetiska avskiljningsmetoder, som i hög grad förbättrade den finländska forskarutbildningen på detta område och banade väg för högteknologiska satsningar inom finländsk industri. 
Laurila var ordförande i Atomenergikommissionen 1958–1975 och medverkade till att organisera kärnenergiverksamheten i Finland. Han var periodvis medlem i Internationella atomenergiorganets (IAEA) styrelse. Han publicerade utöver vetenskapliga arbeten bland annat debattböcker och hågkomster, Muistinvaraisia tarinoita (1982). Han var styrelseordförande för bokförlaget Otava 1969–1978. Han invaldes som ledamot av Kungliga Ingenjörsvetenskapsakademien i Stockholm 1954.